# تكمارت
تكمارت هو جبن جزائري  يصنع بشكل تقليدي من حليب الماعز أو الأغنام، في منطقة الهقار وطاسيلي ناجر في الصحراء الجزائرية .

## الأصل وأصل الكلمة
"تكمارت" هو نوع خاص من الجبن تشتهر بصنعه قبيلة الطوارق في منطقتي الهقار والطاسيلي. وفي لغة الطوارق الأمازيغية (التاماشيق)، تعني كلمة "تاكامارت" ببساطة "الجبن" [1]. وتُقابلها في اللهجة المزابيةكلمة "تقمريت"، وهي التسمية ذاتها المستخدمة في اللغة الورغلية.

## وصف
تكمارت هو جبن أبيض جاف ناعم يُحضَّر بالطريقة التقليدية من حليب الماعز أو الأغنام الطازج كامل الدسم، دون إضافة الملح أثناء التصنيع، ما يميّزه عن أنواع أخرى من الجبن المنتجة في منطقتي الهقار وتاسيلي ناجر مثل جبن إيولسان.

## عملية التصنيع
يُصنَع هذا الجبن تقليديًا من خلال تطعيم حليب الماعز الخام – أو حليب الأغنام – بإضافة جزء من المنفحة المستخرجة من معدة جدي صغير أو حمل حديث الولادة إلى الحليب الطازج. مباشرة بعد الحلب، يُسكب الحليب الساخن في مزهرية خشبية كبيرة، ويُحرَّك بعصا مبللة بالمنفحة. وخلال عملية التخثّر، يتم وضع éseber (حصيرة Panicum المضفرة بشرائح رقيقة من الجلد) فوق وعاء نظيف، وعادة ما يكون عبارة عن قرع. تُوضع قطع الخثارة، وهي الكتلة العجينية المتكوّنة من اللبن وتُعرف محليًا باسم "أكرو"، على حصيرة، ثم تُعجن يدويًا لتصفية مصل اللبن منها. بعد ذلك، تُرتب ألواح الجبن لتجفّ في الهواء على حصيرة تجفيف تُسمى "أدابارا"، أو توضع على إطار خشبي أو أغصان شجرة. ويكتمل تجفيف الجبن وتصلّبه تمامًا، سواء في الظل أو تحت أشعة الشمس، بعد مرور نحو شهر.

## التقليد
في مجتمع التماشق (الطوارق)، يُعدّ إنتاج هذا الجبن مهمةً يقوم بها الرجال غالبًا، إذ يتولّى الرعاة تحضيره خلال موسم الأمطار في فصل الشتاء، حين تزداد وفرة الحليب بفضل كثافة المراعي. ويُعد هذا الجبن سهل التخزين والنقل، مما يجعله مصدرًا غذائيًا إضافيًا يدعم نمط الحياة البدوي.